# Ramón Novarro
Ramón Novarro, talvolta accreditato anche come Ramón Navarro, pseudonimo di Juan Ramón Gil Samaniego (Victoria de Durango, 6 febbraio 1899 – Hollywood, 30 ottobre 1968), è stato un attore e regista messicano.
Appartiene alla schiera degli attori che, nel decennio 1920-1930, furono lanciati prima come rivali, poi come eredi di Rodolfo Valentino. Anch'egli bruno, apollineo, di una bellezza un po' femminea, divenne il prototipo del latin lover (pur essendo omosessuale)  in parti avventuroso-romantiche.

## Biografia
Nato a Victoria de Durango, in Messico, Novarro fu dapprima ballerino e cantante, poi comparsa per il cinema.
Sugli schermi venne valorizzato dal regista Rex Ingram (lo stesso che aveva portato al successo Rodolfo Valentino), in film come Il prigioniero di Zenda (1922), Scaramouche (1923) e L'arabo (1924).

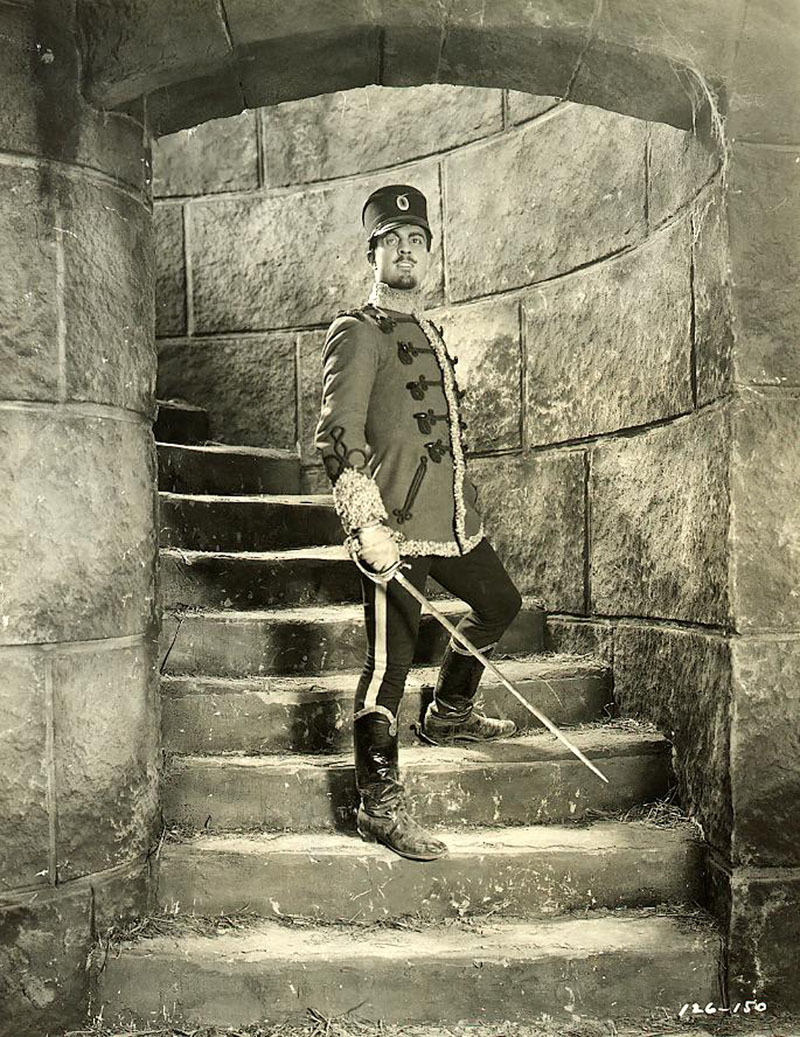
Nel film Il prigioniero di Zenda (1922)

La consacrazione a divo giunse poi con Ben Hur (1925), un super-kolossal realizzato in Italia ed a Hollywood, rappresentativo di un genere storico di grande successo popolare. Nel 1927 rivelò anche doti di attore brillante in Il principe studente.
All'inizio del sonoro fu ancora un divo di richiamo, trovando notevoli risorse nelle sue possibilità di cantante e chitarrista. Appunto un cantante fatale fu in L'isola del sole (1929) ed in due film di ambientazione spagnola, Addio Madrid (1930) e Sivigliana (1931).
Nei primi anni trenta si cimentò anche con la lirica, per la quale dichiarava di avere una grande passione (soprattutto per le opere verdiane), e che aveva studiato sin da adolescente. Come cantante lirico prese parte ad alcune rappresentazioni europee, tra cui una nel 1930, a Berlino. La passione per la musica lo aiutò nel periodo in cui il suo tipo ed il suo stile andavano declinando: tentò anche il musical a Londra (1935).
Nel 1932 interpretò due film di Jacques Feyder (La piccola amica e Il figlio dell'India), e recitò accanto a Greta Garbo in Mata Hari. Fu anche regista, dirigendo negli anni trenta tre pellicole girate in spagnolo. Riapparve poi sporadicamente sugli schermi con scarso successo finché, nel dopoguerra, riprese la carriera come maturo caratterista. Lo si ricorda in Stanotte sorgerà il sole (1949) di John Huston e La rivolta (1950) di Richard Brooks.
Alla soglia dei settant'anni, la sua vita finì tragicamente, quando fu ucciso nella sua villa di Santa Monica dai fratelli Paul e Tom Ferguson, giovani di Chicago. I due avevano ricevuto una soffiata dal mondo della prostituzione, secondo cui l'attore teneva nascosta in casa la somma di 5.000 dollari in contanti. Dopo aver cercato in tutti i modi di farsi rivelare il nascondiglio della fantomatica cifra, i due torturarono e picchiarono a morte Novarro, che morì soffocato dal suo stesso sangue.

## Filmografia

### Cinema

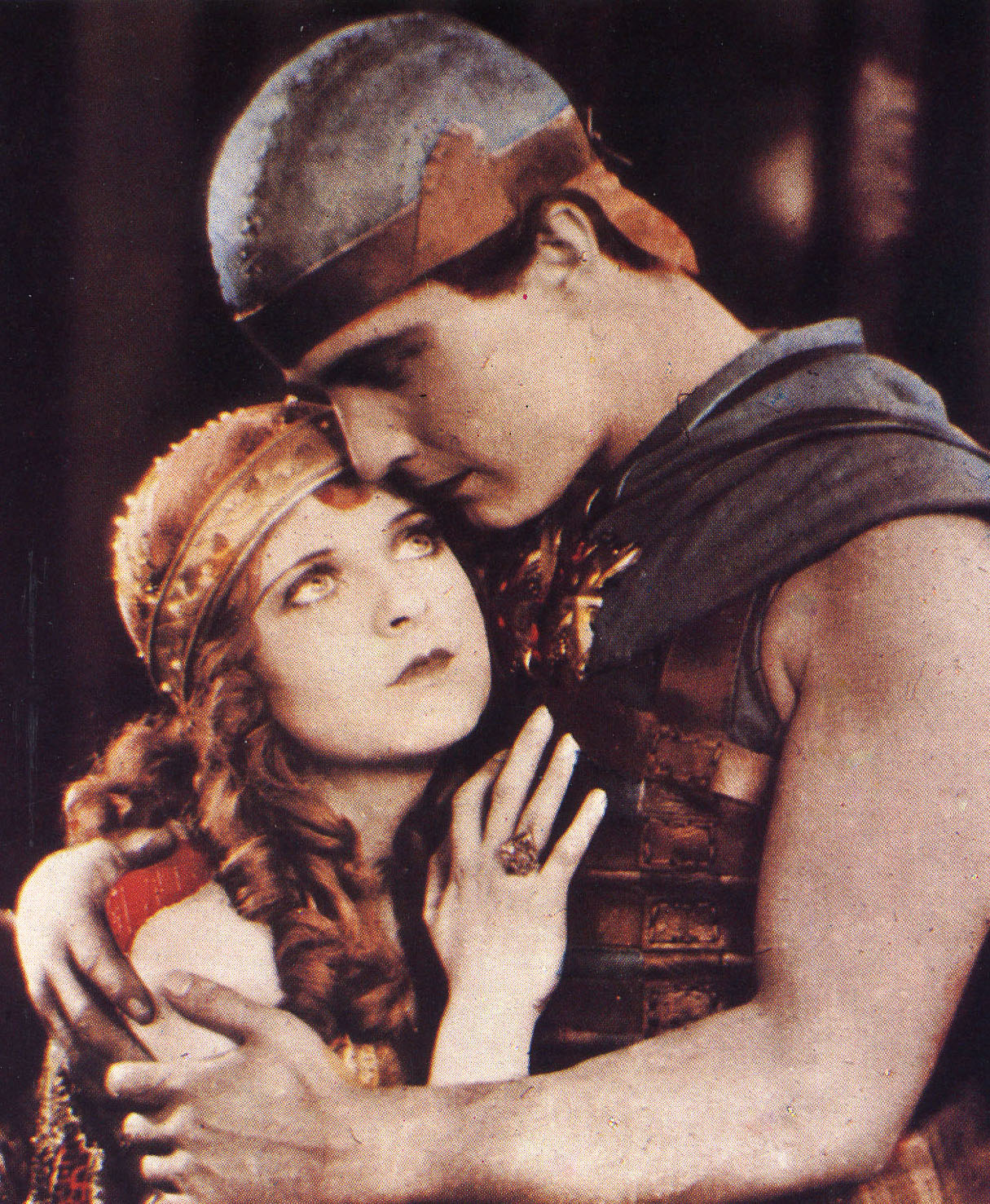
Con May McAvoy in Ben-Hur

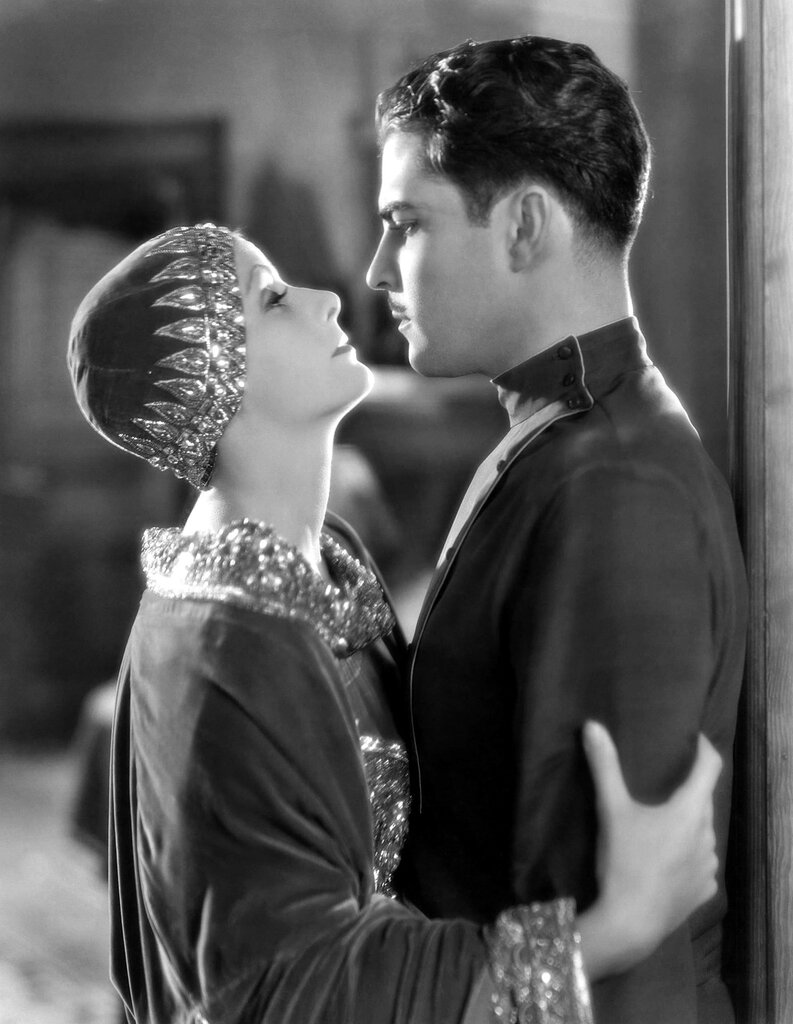
Con Greta Garbo in Mata Hari

Ramón Novarro in Ecco la felicità!

- Giovanna d'Arco (Joan the Woman), regia di Cecil B. DeMille (1916)
- Il Giaguaro (The Jaguar's Claws), regia di Marshall Neilan (1917)
- The Little American, regia (non accreditati) di Cecil B. DeMille e Joseph Levering (1917)
- The Hostage, regia di Robert Thornby (1917)
- L'ultima dei Montezuma (The Woman God Forgot), regia di Cecil B. DeMille (1917)
- The Goat, regia di Donald Crisp (1918)
- L'idolo del villaggio (A Small Town Idol), regia di Erle C. Kenton e Mack Sennett (1921)
- The Concert, regia di Victor Schertzinger (1921)
- I quattro cavalieri dell'Apocalisse (The Four Horsemen of the Apocalypse), regia di Rex Ingram (1921)
- Man-Woman-Marriage, regia di Allen Holubar (1921)
- Mr. Barnes of New York, regia di Victor Schertzinger (1922)
- Il prigioniero di Zenda (The Prisoner of Zenda), regia di Rex Ingram (1922)
- Trifling Women, regia di Rex Ingram (1922)
- Where the Pavement End, regia di Rex Ingram e, non accreditata, Alice Terry (1922)
- Scaramouche, regia di Rex Ingram (1923)
- Thy Name Is Woman, regia di Fred Niblo (1924)
- L'arabo (The Arab), regia di Rex Ingram (1924)
- The Red Lily, regia di Fred Niblo (1924)
- A Lover's Oath, regia di Ferdinand P. Earle (1925)
- Il guardiamarina (The Midshipman) regia di Christy Cabanne (1925)
- Ben-Hur, regia di Fred Niblo (1925)
- Lovers?, regia di John M. Stahl (1927)
- Il principe studente (The Student Prince in Old Heidelberg), regia di Ernst Lubitsch (1927)
- The Road to Romance, regia di John S. Robertson (1927)
- Amore e mare (Across to Singapore), regia di William Nigh (1928)
- L'elegante scapestrato (A Certain Young Man), regia di Hobart Henley (1928)
- Amore di re (Forbidden Hours), regia di Harry Beaumont (1928)
- La flotta del cielo (The Flying Fleet), regia di George W. Hill (1929)
- L'isola del sole (The Pagan), regia di W. S. Van Dyke (1929)
- Il tenente di Napoleone (Devil-May-Care), regia di Sidney Franklin (1929)
- Addio Madrid (In Gay Madrid), regia di Robert Z. Leonard (1930)
- Call of the Flesh, regia di Charles Brabin (1930)
- La sivigliana (Sevilla de mis amores), regia di Ramon Novarro (1930)
- Le chanteur de Séville, regia di Ramon Novarro e Yvan Noé (1930)
- La piccola amica (Daybreak), regia di Jacques Feyder (1931)
- Il figlio dell'India (Son of India), regia di Jacques Feyder (1931)
- The Christmas Party, regia di Charles Riesner (Charles Reisner) (1931)
- Mata Hari, regia di George Fitzmaurice (1931)
- Huddle, regia di Sam Wood (1932)
- Vendetta gialla (The Son-Daughter), regia di Clarence Brown e, non accreditato, Robert Z. Leonard (1932)
- Una notte al Cairo (The Barbarian), regia di Sam Wood (1933)
- Il gatto e il violino (The Cat and the Fiddle), regia di William K. Howard (1934)
- Laughing Boy, regia di W.S. Van Dyke (1934)
- La notte è per amare (The Night Is Young), regia di Dudley Murphy (1935)
- The Sheik Steps Out, regia di Irving Pichel (1937)
- A Desperate Adventure, regia di John H. Auer (1938)
- La Comédie du bonheur, regia di Marcel L'Herbier (1940)
- Ecco la felicità!, regia di Marcel L'Herbier (1940)
- La virgen que forjó una patria, regia di Julio Bracho (1942)
- Stanotte sorgerà il sole (We Were Strangers), regia di John Huston (1949)
- Il tesoro di Vera Cruz (The Big Steal), regia di Don Siegel (1949)
- La carovana maledetta (The Outriders), regia di Roy Rowland (1950)
- La rivolta (Crisis), regia di Richard Brooks (1950)
- Il diavolo in calzoncini rosa (Heller in Pink Tights), regia di George Cukor (1960)

### Televisione
- The Ken Murray Show – serie TV, 1 episodio (1952)
- Disneyland – serie TV, 2 episodi (1958)
- Thriller – serie TV, episodio 2x17 (1962)
- Gli uomini della prateria (Rawhide) – serie TV, episodio 7x06 (1964)
- Il dottor Kildare (Dr. Kildare) – serie TV, 3 episodi (1964)
- Combat! – serie TV, 2 episodi (1964-1965)
- Bonanza – serie TV, episodio 7x03 (1965)
- Selvaggio west (The Wild Wild West) – serie TV, episodio 3x03 (1967)
- Ai confini dell'Arizona (The High Chaparral) – serie TV, episodio 1x27 (1968)

### Regista
- Le Chanteur de Séville (1930)
- Sivigliana (Sevilla de mis amores) (1930)
- Contra la corriente (1936)

## Doppiatori italiani
- Gualtiero De Angelis in Ecco la felicità!
- Olinto Cristina in Stanotte sorgerà il sole
- Nino Pavese in La rivolta
- Michele Malaspina in Il tesoro di Vera Cruz
- Roberto Chevalier in Mata Hari (ridoppiaggio 1983)